# The Search Is Over (Survivor)
The Search Is Over è una ballad della band statunitense Survivor, facente parte dell'album Vital Signs del 1984. Autori del brano sono Jim Peterik e Frankie Sullivan.
Il singolo, uscito nel 1985 su etichetta Scotti Brothers Records e prodotto da Ron Nevison, raggiunse il quarto posto della Billboard Hot 100 e la prima posizione della Hot Adult Contemporary Tracks negli Stati Uniti, contribuendo in modo significativo ad aumentare il successo della band.
Il brano è stato incluso in varie compilation ed ha avuto anche alcune versioni cover.

## Composizione
Uno degli autori del brano, Jim Peterik, dichiarò in un'intervista che The Search Is Over era inizialmente soltanto un titolo scritto sul suo quaderno degli appunti, in attesa che da questo si potesse sviluppare un testo completo.

## Testo
(incipit del ritornello)
Il testo parla di un uomo che, dopo aver vissuto numerose avventure amorose di poco conto, sempre alla ricerca di un amore da favola, si accorge che la donna della sua vita è la ragazza della porta accanto, quella che conosceva da una vita e che finora aveva sempre considerato soltanto una buona amica (si potrebbe però anche trattare della donna che gli è sempre stata a fianco in tutti questi anni, ovvero della sua compagna). Così, considera ora la sua ricerca terminata (the search is over).

## Video musicale
Nel video musicale si vede il protagonista entrare di sera in una stanza, dove c'è una donna (probabilmente la sua compagna) in guêpière bianco distesa su un letto e poi immediatamente uscire in strada. In seguito, entra in una sala da biliardo, mentre la donna sta al telefono un po' annoiata.
In seguito, scorrono come in un flashback immagini di quest'uomo in atteggiamenti un po' libertini e frivoli.

## Tracce
1. The Search Is Over – 4:13
2. It's the Singer not the Song – 4:32

## Classifiche
| Classifica (1985)                | Posizione massima |
| -------------------------------- | ----------------- |
| Canada                           | 21                |
| Stati Uniti                      | 4                 |
| Stati Uniti (adult contemporary) | 1                 |

## Cover
Una cover del brano è stata incisa, tra gli altri, da (in ordine cronologico):
- D.K. Davies (2002)[6]
- Jed Madela (2004)[6]
- Collin Raye (nell'album Twenty Years and Change del 2005)[6][10]
- Eddy Money con i Survivor (nella compilation The Ultimate Rock Ballads Collection del 2007)[11]

## Il brano nel cinema e nelle fiction
- Il brano fu inserito in alcuni episodi degli anni ottanta della soap opera Sentieri (Guiding Light), dove era, in particolare, il tema d'amore di Mindy Lewis (allora interpretata da Krista Tesreau) e Kurt Corday (interpretato da Mark Lewis). In un episodio della fiction, il brano compone una sorta di video musicale con protagonisti i due innamorati, all'inizio del quale si vedono i due accarezzare un gattino grigio-tigrato rinvenuto per strada.